# ورنر هیکینگ
ورنر هیکینگ (۱۴ ژوئن ۱۹۱۳ - ۱۰ اکتبر ۱۹۷۴) هنرپیشه اهل دانمارک بود. وی بین سال‌های ۱۹۶۱ تا ۱۹۷۳ میلادی فعالیت می‌کرد. هیکینگ نقش کوچکی در فیلم ویلی وانکا و کارخانه شکلات‌سازی به عنوان آقای رئیس چارلی باکت داشت.
او همچنیندر فیلم قهرمان اسکی ظاهر شد (۱۹۶۹). آخرین نقش هیکینگ در سال ۱۹۷۳ در یک قسمت از سریال تلویزیونی تاتورت بود.
هیکینگ در سال بعد به دلیل سرطان گلو فوت کرد.